# Liste der Staatsoberhäupter von Äquatorialguinea

Wappen Äquatorialguineas

Dies ist eine Liste der Staatsoberhäupter von Äquatorialguinea, das heißt aller äquatorial-guineischen Präsidenten und vergleichbarer Amtsinhaber.
| Name                                                                      | Personendaten | Amtszeit                           | Amtsbezeichnung                              |
| ------------------------------------------------------------------------- | ------------- | ---------------------------------- | -------------------------------------------- |
| Francisco Macías Nguema                                                   | (1924–1979)   | 12. Oktober 1968 – 1976            | Präsident                                    |
| Francisco Macías Nguema (unter dem Namen Masie Nguema Biyogo Ñegue Ndong) | (1924–1979)   | 1976 – 3. August 1979              | Präsident                                    |
| Teodoro Obiang Nguema Mbasogo                                             | (* 1942)      | 3. August 1979 – 25. August 1979   | Vorsitzender des revolutionären Militärrates |
| Teodoro Obiang Nguema Mbasogo                                             | (* 1942)      | 25. August 1979 – 12. Oktober 1982 | Vorsitzender des höchsten Militärrates       |
| Teodoro Obiang Nguema Mbasogo                                             | (* 1942)      | seit 12. Oktober 1982              | Präsident                                    |